# Герб Каменского
Герб Каменского (укр. Герб Кам'янського) — один из официальных символов города Каменское Днепропетровской области Украины, утвержден 25 декабря 1998 года решением Днепродзержинского городского совета.

## Описание и символика
Щит рассечён малиновым и золотым. В левом (малиновом) поле находится изображение трёх золотых перекрещенных остриями кверху копий с флажками. В правом (золотом) — стилизованное изображение памятника «Прометей». Щит обрамлён декоративным картушем и увенчан серебряной городской короной в виде трёх башен.
- Три копья указывают на основание запорожскими казаками поселений Романковое, Каменское и Тритузное, наследником которых является город.
- Памятник «Прометей» указывает на продолжительную борьбу горожан за свою свободу, а также промышленное развитие.
- Огонь «Прометея» олицетворяет развитие черной металлургии.

## История

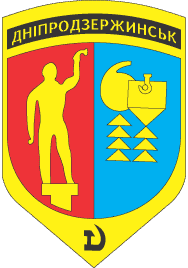
Герб 1967 года

Герб официально утвержден 4 апреля 1967 года. Герб представлял собой щит, разделенный на два равных поля красного и лазурного цвета и обрамленных золотым картушем. На черной полосе, наложенной на картуш, находится золотая надпись «Дніпродзержинськ». Так же в нижней части картуша находится изображение серпа и молота. На левом (красном) поле герба расположено изображение памятника «Прометей» — революционного символа города. На правом (лазурном) — золотые ковш, реторта и два золотые гирлянды изоляторов, которые символизируют металлургическую, химическую и энергетическую промышленности.